# Limonia tessellatipennis
Limonia tessellatipennis là một loài ruồi trong họ Limoniidae. Chúng phân bố ở miền Cổ bắc.